# Alessandro Svampa
Alessandro Svampa (Napoli, 24 gennaio 1969) è un batterista, produttore discografico, compositore e arrangiatore italiano contemporaneo.

## Biografia
Inizia a suonare la batteria all'età di 10 anni per poi diplomarsi in strumenti a percussione presso il Conservatorio di Fermo, nel 1989. Successivamente approfondisce lo studio della musica jazz presso il Conservatorio di Pescara; parallelamente studia con il M° Enrico Lucchini dal 1989 al 1992 e nel 2012 con il M° Claus Hessler con cui ha approfondito lo studio della “tecnica Moeller”.

## Carriera
Inizia la sua carriera nei primi anni '90, accompagnando molti solisti di musica Jazz tra cui Enrico Rava, Marco Tamburini, Ramberto Ciammarughi, Augusto Mancinelli, Maurizio Gianmarco, Aldo Bassi, Alfredo Impullitti, Kenny Wheeler, Emanuele Cisi, Pietro Tonolo, Tiziana Ghiglioni, Umberto Fiorentino, Fabrizio Bosso.
Nel 1995 entra nel gruppo di Sergio Cammariere e dal 1997 al 1999 è in tour in Italia con il musical "Grease".
Sempre nel 1997, registra con il Kaos Ensemble e Kenny Wheeler l'album "La geometria dell'abisso".
Nel 1999 diventa il batterista di Francesco De Gregori, con cui incide otto album, tra cui il live del 2002 con Pino Daniele, Francesco De Gregori, Fiorella Mannoia, Ron: "In tour" CD / DVD. Nel 2007 decide di terminare la sua esperienza col cantautore romano, per iniziare una nuova esperienza che prosegue tutt'oggi con l'orchestra del M° Pinuccio Pirazzoli, con cui suonerà nei programmi televisivi di Rai1; Tale & Quale Show, La Corrida, I Raccomandati, I Migliori Anni, accompagnando moltissimi artisti della musica Pop italiana ed internazionale; Nile Rodgers & The Chic, Gino Vannelli, Gloria Gaynor, Imagination, Cristopher Cross, Michael Sembello, Nikka Costa, Boy George, K.C. & the Sunshine Band, Claudio Baglioni, Renato Zero, Massimo Ranieri, Gianni Morandi, Gino Paoli, Gigi D'Alessio, Fiorella Mannoia, Irene Grandi, Fabio Concato, per citarne alcuni.
Nel 2010 esce il primo cd ufficiale del cantautore Andrea Papetti, nel quale Alessandro Svampa compare come batterista e per la prima volta anche come arrangiatore e produttore artistico.
Nel 2013 registra alcuni brani del disco di Annalisa "Non so ballare", tra cui "Scintille", brano con cui la cantante parteciperà al Festival di Sanremo.
Alessandro Svampa è diplomato in Strumenti a Percussione presso il Conservatorio di Fermo (AP) (1989), e in Corso Tradizionale di Jazz presso il Conservatorio di Pescara (2012).
Dal 2012 al 2020 è stato docente di batteria Pop/Rock presso il Conservatorio di Musica di Pescara.                                                  Dal 2020 è docente di ruolo presso il Conservatorio di Musica "L. Refice" di Frosinone.
Nel 2021 esce il suo primo libro didattico dal titolo "Rudiments Workout Vol. 1".

## Discografia
- (2015) - Luca Giordano Band: “Off the grid”.
- (2013) - Annalisa: "Non so ballare".
- (2010) - Andrea Papetti: "L'inverno a settembre".
- (2006) - Francesco De Gregori: "Calypsos".
- (2005) - Francesco De Gregori: "Pezzi".
- (2004) - Roberto Kunstler: "Kunstler".
- (2004) - Cecilia Finotti: "Nevermore".
- (2003) - Francesco De Gregori: "Mix" CD + DVD.
- (2003) - Francesco De Gregori e Giovanna Marini: "Buongiorno e buonasera".
- (2002) - Pino Daniele, Francesco De Gregori, Fiorella Mannoia, Ron: "In tour" CD + DVD.
- (2002) - Francesco De Gregori: "Fuoco amico".
- (2002) - Francesco De Gregori e Giovanna Marini: "Il fischio del vapore".
- (2002) - Mimmo Locasciulli: "Aria di famiglia".
- (2002) - Guidoelle: "Blue velvet".
- (2001) - Francesco De Gregori: "Amore nel pomeriggio".
- (1999) - Aldo Bassi Quartet: "Distanze".
- (1999) - Mauro Campobasso: "Love and lies".
- (1998) - Alessandro Haber: "Qualcosa da dichiarare".
- (1998) - Questa casa non è un albergo - Fiction (Canale5).
- (1997) - Kaos Ensemble e Kenny Wheeler: "La geometria dell'abisso".
- (1997) - Compilation: "Musicaestate".
- (1993) - Arezzo Wave: "E cantava le canzoni".
- (1992) - Ogam: "Limato".

## Trasmissioni televisive
- - I Migliori Anni (Rai 1)
- - I Raccomandati (Rai 1)
- - La Corrida (Rai 1)
- - Vota la Voce (Canale 5).
- - Premio Tenco 98 (Rai 2).
- - Taratatà (Rai 2).
- - Prima Serata (La 7).
- - Amici Miei (Rai 1).
- - Supersonic (Mtv).
- - Quelli Che Il Calcio... (Rai 2).
- - Uno Di Noi (Rai 1).
- - 1º maggio (Rai 2).
- - Domenica In (Rai 1).
- - Markette (La 7)
- - Top Of The Pops (Italia 1).
- - CD Live (Rai 2).
- - Live 8 (Rai 1).
- - Festivalbar (Italia 1).
- - Che Tempo Che Fa (Rai 3).
- - Maurizo Costanzo Show (Canale5).
- - Non facciamoci prendere dal panico! (Rai1).
- - BiLive (AllMusic).
- -“Ma chi l'avrebbe mai detto” (Rai1)
- - Notti sul ghiaccio (Rai 1)

## Musical
- 1997-98-99 - Grease con Lorella Cuccarini, Giampiero Ingrassia, Amadeus, Mal.
- 2007 - "High Society" con Vanessa Incontrada.

## Tour / Live
- (1998/99) - Sergio Cammariere, Mimmo Locasciulli, Lighea, Alessandro Haber.
- (1999) - Francesco De Gregori.
- (2001) - Francesco De Gregori.
- (2002) - Pino Daniele, Francesco De Gregori, Fiorella Mannoia, Ron.
- (2003) - Francesco De Gregori, Giovanna Marini.
- (2004) - Francesco De Gregori.
- (2005) - Francesco De Gregori.
- (2006) - Francesco De Gregori.
- (2007) - Francesco De Gregori.
- (2007) - Max Gazzè, Paola Turci, Marina Rei.
- (2009) - Mimmo Locasciulli, Max Gazzè.
- (2010) - Arisa, Mimmo Locasciulli, MaxGazzè.
- (2012) - Luca Giordano w/ Eric Guitar Davis e Sax Gordon. Linda Valori.
- (2013) - Luca Giordano Band w/ Eric Guitar Davis. Linda Valori.
- (2016) - Luca Giordano Band w/ Mighty Mo Rodgers.
- (2017) - Luca Giordano Band w/ Mighty Mo Rodgers.
- (2017) - Radio 2 in the Club (Sanremo 2017)
- (2018) - Radio 2 in the Club (Sanremo 2018)